# Monte Reale (Lombardia)
Il Monte Reale è una collina del primo Appennino in provincia di Pavia.
Questo monte, con i suoi 489 metri, è il più alto di Borgo Priolo.

## Descrizione
È coperto dall'omonimo bosco di latifoglie, composto da querce e castagni con sottobosco di rovi e nel quale sono ancora presenti alcune tra la specie animali del basso Appennino. Parte delle pendici, percorse da diversi canaloni, sono coltivalte a vigneti.
Ai suoi piedi ci sono dei centri abitati che prendono il suo nome: come casa reale, cantina reale, casa monte reale, ecc.
"Nasce" a Ca' de Bernocchi, una frazione di Borgoratto Mormorolo,"segue" la valle del torrente "Ghiaia di Borgoratto" fino ad arrivare a Borgo Priolo dove raggiunge la sua massima elevazione, cioè il punto più alto del monte.